# Старокостянтинівська груша
Старокостянти́нівська гру́ша — ботанічна пам'ятка природи місцевого значення в Україні. Об'єкт природно-заповідного фонду Хмельницької області.
Розташована в межах Миролюбненської сільської громади Хмельницького району Хмельницької області, в селі Підгірне.
Площа 0,0042 га. Статус присвоєно згідно з рішенням Хмельницької облради від 28.03.2013 року. Перебуває у віданні: Миролюбненська сільська громада.
Статус присвоєно для збереження одного дерева груші віком бл. 200 років.